# Acaudinum longisetosum
Acaudinum longisetosum är en insektsart. Acaudinum longisetosum ingår i släktet Acaudinum och familjen långrörsbladlöss. Inga underarter finns listade i Catalogue of Life.